# Opecoeloides vitellosus
Opecoeloides vitellosus är en plattmaskart. Opecoeloides vitellosus ingår i släktet Opecoeloides och familjen Opecoelidae. Inga underarter finns listade i Catalogue of Life.